# Пиццония, Антонио
Анто́нио Режиналдо́ Пиццо́ния-мла́дший (порт. Antônio Reginaldo Pizzonia, родился 11 сентября 1980 года в Манаусе) — бразильский автогонщик, пилот Формулы-1. Известен как «Jungle Boy» (рус. Мальчик из джунглей). В данный момент живёт в Манаусе.

## Биография

### До Формулы-1
С 1991 по 1997 год он принимал участие в различных картинговых сериях. В 1997 Антонио отправился в Великобританию и выступил в Формуле-Воксхолл Юниор, где занял второе место и выиграл Зимний фестиваль. В 1998 в дополнении к очередному титулу в Формуле-Воксхолл Юниор он выиграл Формула-Рено Зимний фестиваль. 1999 год стал самым успешным, бразилец выиграл чемпионат Британской Формулы-Рено и занял второе место в европейской серии. В 2000 году одержал пять побед и стал чемпионом Британской Формулы-3.
В 2001 Пиццония перешёл в Формулу-3000, выиграл одну гонку и завершил чемпионат на шестой позиции в личном зачёте.

### Формула-1
В 2002 стал тест-пилотом команды Формулы-1 Williams, но продолжил выступление в Формуле-3000 и занял там восьмое место. После впечатляющих результатов на тестах, команда Jaguar Racing заключила с ним контракт. В 2003 году Пиццония впервые стал боевым пилотом Формулы-1. Однако из-за череды плохих результатов после первой половины сезона был заменён на Джастина Уилсона, перешедшего в Jaguar из Minardi.
Во время демонстрационного заезда в Хересе на машине Jaguar S-Type R Антонио Пиццония вместе с его пассажиром Стивом Сатклиффом, журналистом Autocar, попали в аварию. Пилот потерял управление в первом повороте, машину развернуло и она врезалась в барьер из отработанных покрышек. Очевидно, что он случайно затормозил в точке торможения болидов Формулы-1 и ушёл с траектории. Видео аварии также доступно на Youtube.
В 2004 году он вернулся в Williams в качестве тест-пилота. Перед Гран-при Германии было объявлено, что Пиццония займёт место Марка Жене, который в свою очередь заменял травмированного Ральфа Шумахера. На Гран-при Германии он финишировал седьмым и набрал первые два очка в карьере, свой результат он повторил на Гран-при Венгрии. В Бельгии он впервые в карьере лидировал, но не смог финишировать из-за механических проблем. Он заработал ещё два очка в Италии (показав во время гонки рекорд скорости в Формуле-1 на тот момент — 369.9 км/ч). После этого в гонки вернулся Ральф Шумахер.
В 2005 году пилотами Williams стали Марк Уэббер и Ник Хайдфельд. Пиццония остался тест-пилотом Williams и заменил Хайдфельда в Монце, когда немец почувствовал сильные головные боли на пятничной практике. Не принимая участия в Формуле-1 с Гран-при Италии 2004 года, бразилец квалифицировался 16-м. В гонке он, обогнав бо́льшую часть соперников, повторил свой лучший результат — седьмое место, заработав два очка. Затем Антонио участвовал в Гран-при Бельгии, где он получил штраф за столкновение с шедшим вторым Хуаном-Пабло Монтойей за несколько кругов до финиша. Пиццония также принял участие в Гран-при Бразилии, но его гонка была завершена ещё до первого поворота, после столкновения с напарником Марком Уэббером, которое привело к аварии с Дэвидом Култхардом.
Пиццония завершил сезон с Williams. Он сошёл на Гран-при Японии в начале гонки после разворота, а также финишировал тринадцатым на заключительном этапе в Китае. В сезоне 2006 года его заменил чемпион GP2 Нико Росберг, на этом карьера в Формуле-1 для Пиццонии была закончена.

### После Формулы-1
В 2006 году участвовал в чемпионате Champ Car за команду Пола Джентилоцци Rocketsports на Гран-при Лонг-Бич, Монреаля и двух последних этапах.
В 2007 он участвовал в серии GP2 за команду Petrol Ofisi FMS International. В мае после этапа в Монако, где Пиццония заработал единственное очко, его заменил Адам Кэрролл. После этого он вернулся в Бразилию для участия с июля в Stock Car Brasil. Он остался в серии в следующем году и при этом участвовал в новой футбольно-автогоночной серии Суперлига Формула, после пропуска первого этапа.
В 2014 и 2015 годах выступал в серии Auto GP за австрийскую команду Zele Racing.

## Результаты выступлений

### Результаты выступлений в Формуле-3000
| Легенда к таблице |                                                                    |
| --- | ------------------------------------------------------------------ |
| В таблице перечислены результаты всех Гран-при Формулы-1, в которых принимал участие гонщик. Строками таблицы являются сезоны, столбцами — этапы чемпионата мира. В каждой клетке указаны сокращённое название этапа и результат, дополнительно обозначенный цветом. Расшифровка обозначений и цветов представлена в нижеследующей таблице. |                                                                    |
| \| Пример \| Описание \| \| ------------ \| ------------------------------------------------------------------ \| \| 1 \| Победитель \| \| 2 \| Второе место \| \| 3 \| Третье место \| \| 5 \| Финишировал, заработав очки \| \| Сход \| Не финишировал, но при этом заработал очки \| \| 12 \| Финишировал, не получив очков \| \| НКЛ \| Финишировал, но не попал в финальную классификацию \| \| 15 \| Участвовал вне зачёта, либо по отдельной классификации \| \| 18 \| Не финишировал, но попал в финальную классификацию \| \| Сход \| Не финишировал \| \| НКВ \| Не прошёл квалификацию \| \| НПКВ \| Не прошёл предквалификацию \| \| ДСК \| Дисквалифицирован \| \| ИСК \| Исключён из протокола соревнований \| \| ТТ \| Заявлен для участия только в тренировках \| \| НС \| Участвовал в квалификации, но не стартовал в гонке \| \| Т \| Травмирован или болен \| \| ОТК \| Отказ от участия \| \| НТР \| Прибыл на соревнования, но на трассу не выезжал \| \| НПР \| Был заявлен в числе участников, но не прибыл к началу соревнований \| \| О \| Соревнования отменены \| \| \| Не участвовал \| \| Поул-позиция \| \| \| Быстрый круг \| \| |                                                                    |
| Пример | Описание                                                           |
| 1 | Победитель                                                         |
| 2 | Второе место                                                       |
| 3 | Третье место                                                       |
| 5 | Финишировал, заработав очки                                        |
| Сход | Не финишировал, но при этом заработал очки                         |
| 12 | Финишировал, не получив очков                                      |
| НКЛ | Финишировал, но не попал в финальную классификацию                 |
| 15 | Участвовал вне зачёта, либо по отдельной классификации             |
| 18 | Не финишировал, но попал в финальную классификацию                 |
| Сход | Не финишировал                                                     |
| НКВ | Не прошёл квалификацию                                             |
| НПКВ | Не прошёл предквалификацию                                         |
| ДСК | Дисквалифицирован                                                  |
| ИСК | Исключён из протокола соревнований                                 |
| ТТ | Заявлен для участия только в тренировках                           |
| НС | Участвовал в квалификации, но не стартовал в гонке                 |
| Т | Травмирован или болен                                              |
| ОТК | Отказ от участия                                                   |
| НТР | Прибыл на соревнования, но на трассу не выезжал                    |
| НПР | Был заявлен в числе участников, но не прибыл к началу соревнований |
| О | Соревнования отменены                                              |
| | Не участвовал                                                      |
| Поул-позиция |                                                                    |
| Быстрый круг |                                                                    |

| Год  | Команда               | Шасси       | Двигатель     | Шины | 1     | 2     | 3      | 4     | 5        | 6     | 7      | 8     | 9        | 10       | 11       | 12       | ЛЗ | Очки |
| ---- | --------------------- | ----------- | ------------- | ---- | ----- | ----- | ------ | ----- | -------- | ----- | ------ | ----- | -------- | -------- | -------- | -------- | -- | ---- |
| 2001 | Petrobras Junior Team | Lola B99/50 | Zytek V8      | A    | ИНТ 9 | ИМО 4 | КАТ 6  | А1Р 4 | МОН Сход | НЮР 6 | МАН 10 | СИЛ 3 | ХОК 1    | ХУН Сход | СПА 8    | МНЦ Сход | 6  | 22   |
| 2002 | Petrobras Junior Team | Lola B02/50 | Zytek-Judd KV | A    | ИНТ 4 | ИМО 4 | КАТ 10 | А1Р 7 | МОН 4    | НЮР 3 | СИЛ 5  | МАН 4 | ХОК Сход | ВЕН Сход | СПА Сход | МНЦ ДСК  | 8  | 18   |

### Результаты выступлений в Формуле-1
| Легенда к таблице |                                                                    |
| --- | ------------------------------------------------------------------ |
| В таблице перечислены результаты всех Гран-при Формулы-1, в которых принимал участие гонщик. Строками таблицы являются сезоны, столбцами — этапы чемпионата мира. В каждой клетке указаны сокращённое название этапа и результат, дополнительно обозначенный цветом. Расшифровка обозначений и цветов представлена в нижеследующей таблице. |                                                                    |
| \| Пример \| Описание \| \| ------------ \| ------------------------------------------------------------------ \| \| 1 \| Победитель \| \| 2 \| Второе место \| \| 3 \| Третье место \| \| 5 \| Финишировал, заработав очки \| \| Сход \| Не финишировал, но при этом заработал очки \| \| 12 \| Финишировал, не получив очков \| \| НКЛ \| Финишировал, но не попал в финальную классификацию \| \| 15 \| Участвовал вне зачёта, либо по отдельной классификации \| \| 18 \| Не финишировал, но попал в финальную классификацию \| \| Сход \| Не финишировал \| \| НКВ \| Не прошёл квалификацию \| \| НПКВ \| Не прошёл предквалификацию \| \| ДСК \| Дисквалифицирован \| \| ИСК \| Исключён из протокола соревнований \| \| ТТ \| Заявлен для участия только в тренировках \| \| НС \| Участвовал в квалификации, но не стартовал в гонке \| \| Т \| Травмирован или болен \| \| ОТК \| Отказ от участия \| \| НТР \| Прибыл на соревнования, но на трассу не выезжал \| \| НПР \| Был заявлен в числе участников, но не прибыл к началу соревнований \| \| О \| Соревнования отменены \| \| \| Не участвовал \| \| Поул-позиция \| \| \| Быстрый круг \| \| |                                                                    |
| Пример | Описание                                                           |
| 1 | Победитель                                                         |
| 2 | Второе место                                                       |
| 3 | Третье место                                                       |
| 5 | Финишировал, заработав очки                                        |
| Сход | Не финишировал, но при этом заработал очки                         |
| 12 | Финишировал, не получив очков                                      |
| НКЛ | Финишировал, но не попал в финальную классификацию                 |
| 15 | Участвовал вне зачёта, либо по отдельной классификации             |
| 18 | Не финишировал, но попал в финальную классификацию                 |
| Сход | Не финишировал                                                     |
| НКВ | Не прошёл квалификацию                                             |
| НПКВ | Не прошёл предквалификацию                                         |
| ДСК | Дисквалифицирован                                                  |
| ИСК | Исключён из протокола соревнований                                 |
| ТТ | Заявлен для участия только в тренировках                           |
| НС | Участвовал в квалификации, но не стартовал в гонке                 |
| Т | Травмирован или болен                                              |
| ОТК | Отказ от участия                                                   |
| НТР | Прибыл на соревнования, но на трассу не выезжал                    |
| НПР | Был заявлен в числе участников, но не прибыл к началу соревнований |
| О | Соревнования отменены                                              |
| | Не участвовал                                                      |
| Поул-позиция |                                                                    |
| Быстрый круг |                                                                    |

| Год  | Команда               | Шасси         | Двигатель         | 1        | 2        | 3        | 4      | 5        | 6     | 7        | 8      | 9      | 10     | 11       | 12    | 13    | 14       | 15    | 16     | 17       | 18       | 19     | Место | Очки |
| ---- | --------------------- | ------------- | ----------------- | -------- | -------- | -------- | ------ | -------- | ----- | -------- | ------ | ------ | ------ | -------- | ----- | ----- | -------- | ----- | ------ | -------- | -------- | ------ | ----- | ---- |
| 2003 | Jaguar Racing F1 Team | Jaguar R4     | Cosworth V10      | АВС Сход | МАЛ Сход | БРА Сход | САН 14 | ИСП Сход | АВТ 9 | МОН Сход | КАН 10 | ЕВР 10 | ФРА 10 | ВЕЛ Сход | ГЕР   | ВЕН   | ИТА      | США   | ЯПО    |          |          |        | 21    | 0    |
| 2004 | BMW WilliamsF1 Team   | Williams FW26 | BMW P84 3.0 V10   | АВС      | МАЛ      | БАХ      | САН    | ИСП      | МОН   | ЕВР      | КАН    | США    | ФРА    | ВЕЛ      | ГЕР 7 | ВЕН 7 | БЕЛ Сход | ИТА 7 | КИТ    | ЯПО      | БРА      |        | 15    | 6    |
| 2005 | BMW WilliamsF1 Team   | Williams FW27 | BMW P84/5 3.0 V10 | АВС      | МАЛ      | БАХ      | САН    | ИСП      | МОН   | ЕВР      | КАН    | США    | ФРА    | ВЕЛ      | ГЕР   | ВЕН   | ТУР      | ИТА 7 | БЕЛ 15 | БРА Сход | ЯПО Сход | КИТ 13 | 22    | 2    |

### Результаты выступлений в серии GP2
| Легенда к таблице |                                                                    |
| --- | ------------------------------------------------------------------ |
| В таблице перечислены результаты всех Гран-при Формулы-1, в которых принимал участие гонщик. Строками таблицы являются сезоны, столбцами — этапы чемпионата мира. В каждой клетке указаны сокращённое название этапа и результат, дополнительно обозначенный цветом. Расшифровка обозначений и цветов представлена в нижеследующей таблице. |                                                                    |
| \| Пример \| Описание \| \| ------------ \| ------------------------------------------------------------------ \| \| 1 \| Победитель \| \| 2 \| Второе место \| \| 3 \| Третье место \| \| 5 \| Финишировал, заработав очки \| \| Сход \| Не финишировал, но при этом заработал очки \| \| 12 \| Финишировал, не получив очков \| \| НКЛ \| Финишировал, но не попал в финальную классификацию \| \| 15 \| Участвовал вне зачёта, либо по отдельной классификации \| \| 18 \| Не финишировал, но попал в финальную классификацию \| \| Сход \| Не финишировал \| \| НКВ \| Не прошёл квалификацию \| \| НПКВ \| Не прошёл предквалификацию \| \| ДСК \| Дисквалифицирован \| \| ИСК \| Исключён из протокола соревнований \| \| ТТ \| Заявлен для участия только в тренировках \| \| НС \| Участвовал в квалификации, но не стартовал в гонке \| \| Т \| Травмирован или болен \| \| ОТК \| Отказ от участия \| \| НТР \| Прибыл на соревнования, но на трассу не выезжал \| \| НПР \| Был заявлен в числе участников, но не прибыл к началу соревнований \| \| О \| Соревнования отменены \| \| \| Не участвовал \| \| Поул-позиция \| \| \| Быстрый круг \| \| |                                                                    |
| Пример | Описание                                                           |
| 1 | Победитель                                                         |
| 2 | Второе место                                                       |
| 3 | Третье место                                                       |
| 5 | Финишировал, заработав очки                                        |
| Сход | Не финишировал, но при этом заработал очки                         |
| 12 | Финишировал, не получив очков                                      |
| НКЛ | Финишировал, но не попал в финальную классификацию                 |
| 15 | Участвовал вне зачёта, либо по отдельной классификации             |
| 18 | Не финишировал, но попал в финальную классификацию                 |
| Сход | Не финишировал                                                     |
| НКВ | Не прошёл квалификацию                                             |
| НПКВ | Не прошёл предквалификацию                                         |
| ДСК | Дисквалифицирован                                                  |
| ИСК | Исключён из протокола соревнований                                 |
| ТТ | Заявлен для участия только в тренировках                           |
| НС | Участвовал в квалификации, но не стартовал в гонке                 |
| Т | Травмирован или болен                                              |
| ОТК | Отказ от участия                                                   |
| НТР | Прибыл на соревнования, но на трассу не выезжал                    |
| НПР | Был заявлен в числе участников, но не прибыл к началу соревнований |
| О | Соревнования отменены                                              |
| | Не участвовал                                                      |
| Поул-позиция |                                                                    |
| Быстрый круг |                                                                    |

| Год  | Команда                        | 1        | 2          | 3          | 4       | 5       | 6     | 7     | 8     | 9     | 10    | 11    | 12    | 13    | 14    | 15    | 16    | 17    | 18    | 19    | 20    | 21    | ЛЗ | Очки |
| ---- | ------------------------------ | -------- | ---------- | ---------- | ------- | ------- | ----- | ----- | ----- | ----- | ----- | ----- | ----- | ----- | ----- | ----- | ----- | ----- | ----- | ----- | ----- | ----- | -- | ---- |
| 2007 | Petrol Ofisi FMS International | БАХ 1 16 | БАХ 2 Сход | ИСП 1 Сход | ИСП 2 8 | МОН 1 8 | ФРА 1 | ФРА 2 | ВЕЛ 1 | ВЕЛ 2 | ЕВР 1 | ЕВР 2 | ВЕН 1 | ВЕН 2 | ТУЦ 1 | ТУЦ 2 | ИТА 1 | ИТА 2 | БЕЛ 1 | БЕЛ 2 | ВАЛ 1 | ВАЛ 2 | 27 | 1    |

### Результаты выступлений в серии Суперлига Формула
| Год  | Футбольный клуб | Команда           | 1/1  | 1/2  | 2/1    | 2/2     | 3/1     | 3/2        | 4/1    | 4/2    | 5/1    | 5/2        | 6/1     | 6/2    | Место | Очки |
| ---- | --------------- | ----------------- | ---- | ---- | ------ | ------- | ------- | ---------- | ------ | ------ | ------ | ---------- | ------- | ------ | ----- | ---- |
| 2008 | SC Corinthians  | EuroInternational | ДОН1 | ДОН2 | НЮР1 7 | НЮР2 10 | ЦОЛ1 10 | ЦОЛ2 НФ 18 | ЭШТ1 4 | ЭШТ2 4 | ВАЛ1 6 | ВАЛ2 НФ 16 | ХРС1 12 | ХРС2 2 | 9     | 264  |

 Примечание: В Донингтонпарке футбольный клуб SC Corinthians представлял Энди Соучек.
Поскольку в SF существует только зачёт футбольных клубов, итоговая позиция и количество очков (9 место, 264 очка) указаны с учётом выступлений всех гонщиков клуба.